# Коссович, Каэтан Андреевич
Каэта́н Андре́евич Коссо́вич (2 [14] мая 1814, Полоцк — 26 января [7 февраля] 1883, Петербург) — российский востоковед (санскритолог, иранист и семитолог) польского происхождения. Член Парижского и Лондонского азиатских обществ, а также Восточного общества Германии.
Соавтор двухтомного «Греческо-русского словаря», изданного братом и удостоенного Демидовской премии (1848).

## Биография
Родился в семье униатского священника. Сначала он учился в Полоцком высшем пиарском училище (1824—1830), затем — в Витебской гимназии, обратив на себя внимание Г. И. Карташевского, тогдашнего попечителя Белорусского учебного округа, который направил его в Императорский Московский университет для продолжения образования.
Университет Коссович окончил в 1836 году, получив звание кандидата по первому (словесному) отделению философского факультета. Сохранились о нём «тёплые отзывы» В. Г. Белинского.
Оставаясь при университете, некоторое время занимался частным репетиторством, сначала работая и живя в доме профессора университета С. П. Шевырева; потом переехал в особняк княгини Оболенской, где был домашним учителем. Также Коссович давал уроки греческого языка и санскрита Б. Н. Чичерину и В. П. Минаеву.
За пять лет обучения он был должен отработать, в связи с чем вынужденно переехал в Тверь, где работал учителем греческого языка в Тверской гимназии с 1839 года по 1843 год. Здесь Коссович самостоятельно стал изучать санскрит, древнееврейский и арабский языки. В 1843—1849 годы работал в Москве учителем греческого языка во 2-й гимназии. Также в 1845—1847 годах был преподавателем Лазаревского института восточных языков. В это время Коссович получил известность благодаря нескольким переводам с санскрита, напечатанным в журнале «Москвитянин», и работам в области греческого языка.
В 1849 году переехал в Петербург, где занялся репетиторством (был учителем А. Н. Майкова). 22 июня 1850 года был назначен редактором учёных работ в Императорскую Публичную библиотеку по представлению директора этого учреждения М. А. Корфа. Здесь проработал до конца своей жизни, выполняя функции библиотекаря. Его усилиями был создан ценный книжный фонд под названием «Россика». В 1851 году Коссович был командирован на восемь месяцев в Лондон для пополнения этой коллекции. С 1853 года числился заведующим Отделением книг на восточных языках, где провёл большую реорганизаторскую работу.
В 1858 году он был допущен к преподаванию санскрита в Петербургском университете без оплаты, а в 1860 году включён в штат университета на должность экстраординарного профессора. Первым в России стал преподавать древнеиранские языки: «зендский» (так в те годы называли авестийский язык) и древнеперсидский.
Умер 26 января (7 февраля) 1883 года; похоронен на Смоленском православном кладбище Санкт-Петербурга.

## Научное наследие
Самостоятельных исследований Коссович не имел. Он был известен прежде всего своими переводами. Как эллинист, он перевёл в 1843 году «Элементарную грамматику» Р. Кюнера, выдержавшую 4 издания.
Вместе с братом Игнатием Коссовичем выпустил греческо-русский словарь (1848), удостоенный Демидовской премии.
Как санскритолог, он в 1844 году в «Москвитянине» выпустил свой первый перевод с санскрита — «Супдас и Упесундас. Эпизод из Магабгараты». За этим последовали и многие другие, в частности перевод «Багават-гита» (1854). В 1854 году он начал издавать санскрито-русский словарь, оставшийся неоконченным.
В качестве ираниста изучал авестийский язык и занимался переводом самой «Авесты». Переводы этой книги были напечатаны в Париже и Петербурге на латинском языке и принесли автору международную известность. Самым крупным трудом учёного стало издание в 1872 году полного корпуса переводов древнеперсидских клинообразных надписей на латинский.
По гебраистике Коссович известен переводами «Еврейской грамматики» В. Гезениуса (1874) и «Еврейской хрестоматии, с ссылками на грамматику Гезениуса и глоссарием еврейско-русским» (1875).

### Издания
- Греческо-русский словарь: изданный иждивением Департамента народнаго просвѣщения. (1848, А — К: Часть первая; часть вторая)
- Санскрито-русский словарь [Текст] / К. А. Коссович ; Российская академия наук, Институт языкознания. — 3-е изд., репр. — Москва : АБВ, 2017. — XV, XIV, [1] с., 656 стб. : портр.; 30 см. — (Bibliotheca Sanscritica; Т. 10).; ISBN 978-5-906564-23-8 : 1000 экз
- Легенда об охотнике и паре голубей [Текст] : извлечение из Махабхараты, с присовокуплением русской транскрипции, латинского перевода и санскритско-русского глоссария, объяснения стихосложения легенды и флексий 1-й ее главы / К. А. Коссович. - Москва : АБВ, 2018. - 124, [5] с., [1] л. портр. : табл.; 22 см. - (Bibliotheca Sanscritica; т. 13).; ISBN 978-5-906564-35-1

## Награды
- Орден Святого Владимира 3-й степени
- Орден Святой Анны 1-й степени
- Орден Святого Станислава 1-й и 2-й степеней
- персидский орден Льва и Солнца 1-й степени.

## В литературе
- Пикуль В. С. Исторические миниатюры, Тайный советник. Издательство: АСТ, Вече, ISBN 5-17-010666-1, 2002 г.